# Várzeadvärgspett
Várzeadvärgspett (Picumnus varzeae) är en starkt utrotningshotad fågel i familjen hackspettar som enbart förekommer i Brasilien.

## Utseende
Várzeadvärgspetten är en mycket liten (8–9 cm) och brun hackspett med kort näbb. Den är vitfläckat svart på hjässa, panna och nacke, hos hanen med rödspetsade fjädrar på hjässan och övre delen av pannan. Hals och huvudsida är mörkbrun med oregelbunden svart marmorering. Ovansidan är mörkbrun till grönbrun, med ljusare undersida. Stjärten är svartvit och benen grå.

## Utbredning och systematik
Fågeln återfinns i Amazonområdet i Brasilien (från lägre Rio Madeira till västligaste Pará). Den behandlas som monotypisk, det vill säga att den inte delas in i några underarter.

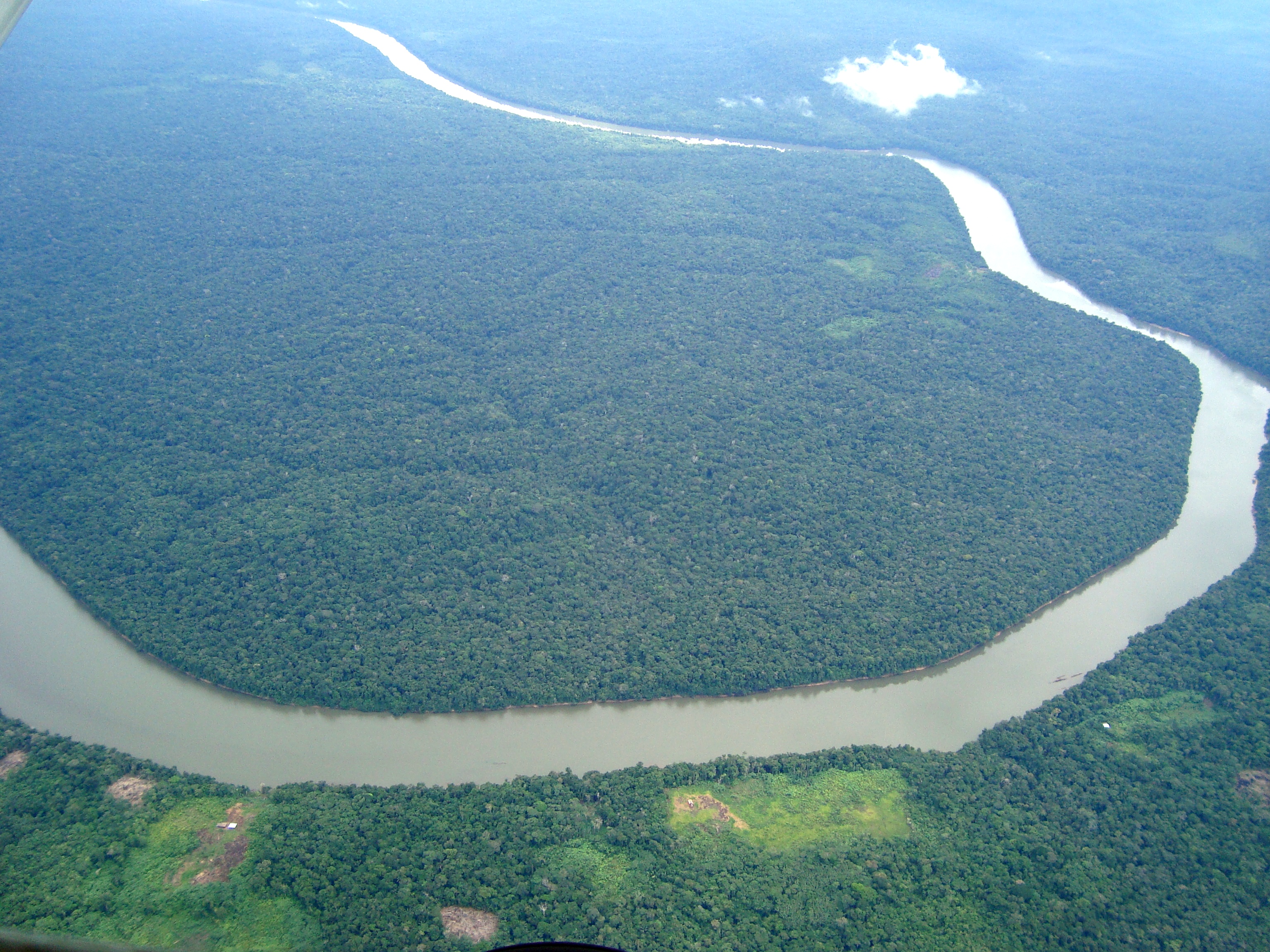
Fågeln har fått sitt namn efter skogstypen várzea, en sorts säsongsvis översvämmad skog i Amazonområdet.

## Status
Arten tros minska i antal till följd av avskogning, huvudsakligen för att bereda plats för betesmarker för boskap. Hela utbredningsområdet ligger också nedströms från två nyligen byggda och stora vattenkraftsanläggningar som kan hota arten och dess levnadsmiljö. IUCN kategoriserar därför arten som nära hotad.